# Walter Blachfellner

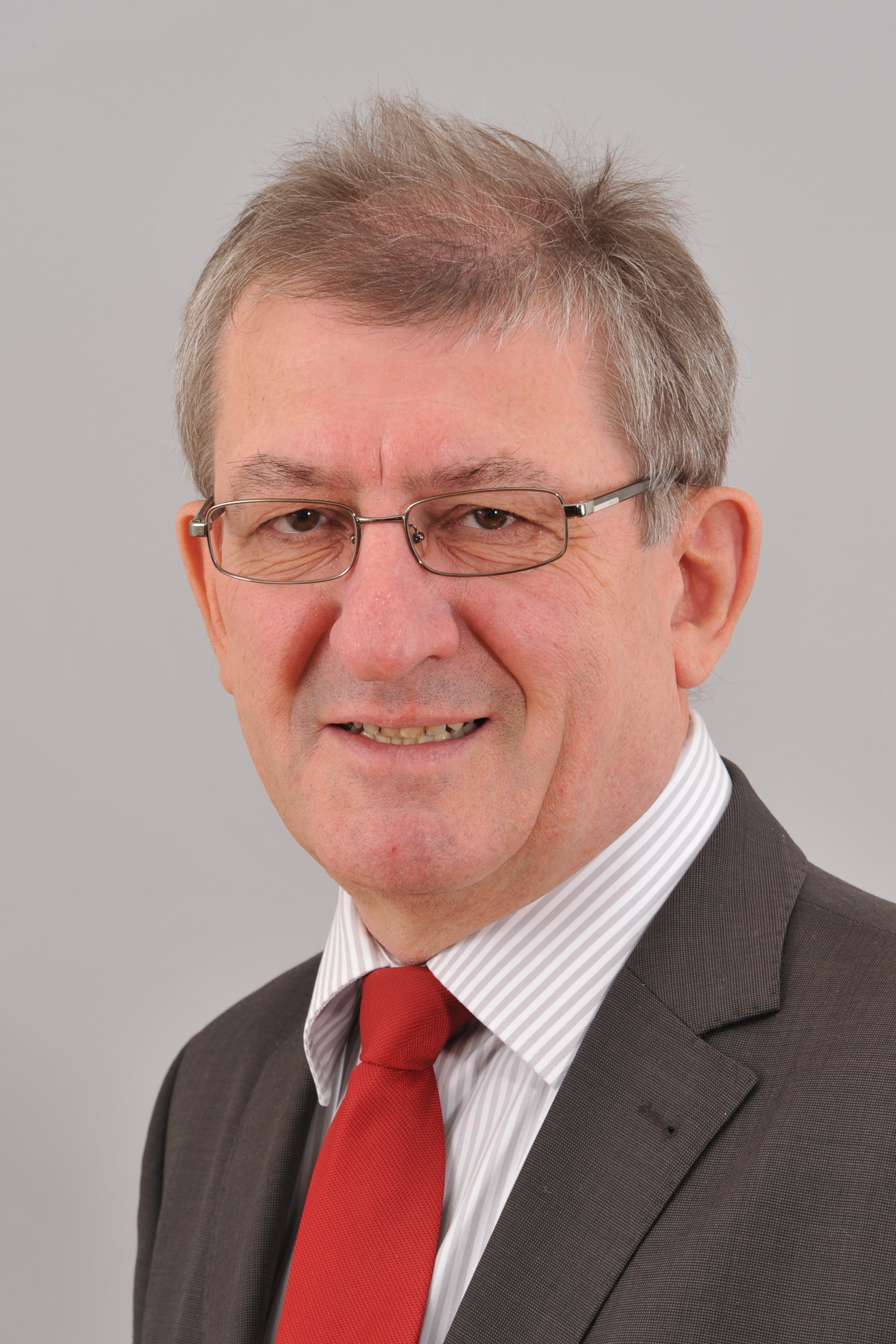
Walter Blachfellner (2012)

Walter Blachfellner (* 18. Mai 1952 in Werfen, Bundesland Salzburg, Österreich) ist ein österreichischer Politiker (bis Juni 2023 SPÖ). Er war von 2001 bis 2013 Landesrat in der Salzburger Landesregierung.

## Biografie
Nach dem Schulbesuch am Humanistischen Gymnasium Borromäum in Salzburg sowie am Musischen Gymnasium in Sankt Johann im Pongau wurde er 1969 Mitarbeiter der Post- und Telegraphenverwaltung.
Nachdem er 1971 Mitglied der Sozialdemokratischen Partei Österreichs (SPÖ) wurde, begann er 1982 seine politische Laufbahn als Vorsitzender der Postgewerkschaft im Bezirk Salzburg-Umgebung (FSG Flachgau). 1986 wurde er zunächst Stellvertretender Vorsitzender und danach 1989 Vorsitzender der Postgewerkschaft des Bundeslandes Salzburg. 1996 erfolgte seine Wahl zum Vorsitzenden des Österreichischen Gewerkschaftsbundes (ÖGB) im Bundesland Salzburg. Damit war er verantwortlich für die 80.000 Gewerkschaftsmitglieder des Bundeslandes sowie von mehr als 200.000 Beschäftigten.
Im April 2001 wurde er als Nachfolger von Gabi Burgstaller, die Erste Landeshauptmann-Stellvertreterin wurde, Landesrat und damit zum Mitglied der Regierung des Bundeslandes Salzburg.
Landeshauptfrau Burgstaller berief ihn am 28. April 2004 in ihre erste Landesregierung als Landesrat für Wohnbauförderung, Bauen und Straßenbau, Siedlungswasserwirtschaft, Konsumenten und Konsumentenschutz, Umwelt und Wasser, Wasserrecht und Gewässerschutz und Gewerbe. Seit dem 22. April 2009 war er Landesrat für Wohnbauförderung, Raumordnung, Umweltschutz, Umweltmedizin, Verbraucherschutz, Gewerbe und Betriebsanlagen in der zweiten Landesregierung Burgstaller.
Im Juni 2013 gab Blachfellner nach großen Verlusten der SPÖ bei der Landtagswahl in Salzburg 2013 seinen Rückzug aus der Politik bekannt. Er erklärte auf das auf ihn entfallende Landtagsmandat verzichten und in Pension gehen zu wollen.
Anfang Juli 2013 gab sein Nachfolger als Salzburger Wohnbaulandesrat, Hans Mayr, bekannt, dass Walter Blachfellner zwei Tage vor seinem Ausscheiden aus der Salzburger Landesregierung – Mitte Juni – noch das gesamte Fördervolumen des Jahres für den Bau von Mietwohnungen zuteilen ließ. Damit wurde sein Amtsnachfolger vor vollendete Tatsachen gestellt. Diese Vorgehensweise sei „alles andere als üblich“ hieß es dazu aus der entsprechenden Abteilung.
Weiters äußerte Hans Mayr den Verdacht, „dass schlimmstenfalls mehrere Hundert Millionen Euro Wohnbaugeld im Salzburger Finanzskandal verspekuliert worden sein könnten“, dass mit Mitteln des Salzburger Wohnbaufonds spekuliert worden sei, hatte sein Vorgänger Blachfellner wiederholt in Abrede gestellt.
Im November 2016 wurde er zum Landesvorsitzenden des Salzburger Pensionistenverbandes gewählt, im November 2019 legte er diese Funktion zurück.
Nach der Wahl von Andreas Babler zum SPÖ-Bundesparteivorsitzenden im Zuge der Wahl zum SPÖ-Parteivorsitz 2023 trat er aus der SPÖ aus.

## Auszeichnungen
- 2017: Kärntner Landesorden in Gold[7]